# Osterfield
Osterfield war eine britische Automobilmarke, die 1906–1909 von Douglas S. Cox in West Norwood (London) gefertigt wurde.
Das kleinste Modell war der Osterfield 18/20 hp. Der Wagen besaß einen Vierzylinder-Reihenmotor mit 2,5 l Hubraum. Er hatte einen Radstand von 2794 mm.
Mit denselben Zylinderabmaßen, aber einem Sechszylindermotor war der Osterfield 30 hp ausgestattet. Sein Hubraum betrug 3,7 l, sein Radstand 3099 mm.
Spitzenmodell war der Osterfield 40 hp, der einen Achtzylinder-Reihenmotor mit denselben Zylinderabmaßen wie die anderen Modelle besaß. Er brachte es auf 5,0 l Hubraum und sein Radstand betrug 3251 mm.
1909 verschwand die Marke wieder vom Markt.

## Modelle
| Modell   | Bauzeitraum | Zylinder | Hubraum  | Radstand |
| -------- | ----------- | -------- | -------- | -------- |
| 18/20 hp | 1906–1909   | 4 Reihe  | 2482 cm³ | 2794 mm  |
| 30 hp    | 1906–1909   | 6 Reihe  | 3723 cm³ | 3099 mm  |
| 40 hp    | 1906–1909   | 8 Reihe  | 4964 cm³ | 3251 mm  |

## Quelle
- David Culshaw & Peter Horrobin: The Complete Catalogue of British Cars 1895–1975. Veloce Publishing plc. Dorchester (1999).  ISBN 1-874105-93-6